# Taller mecànic

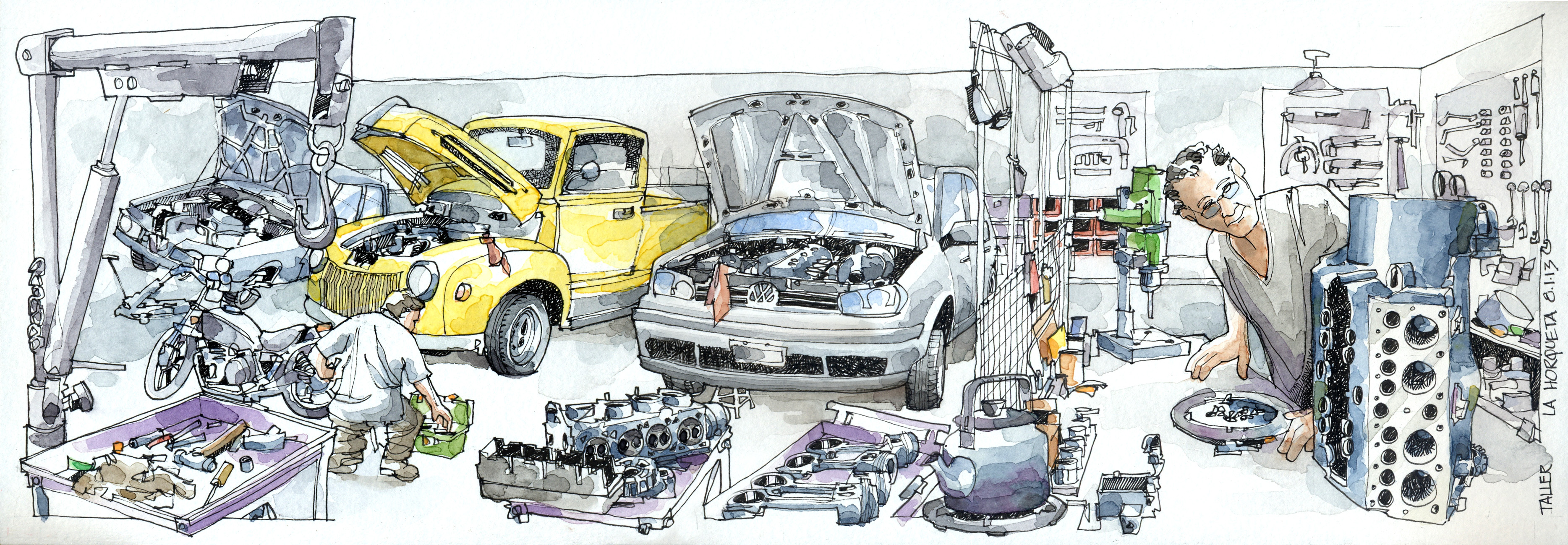
Il·lustració d'un taller mecànic.

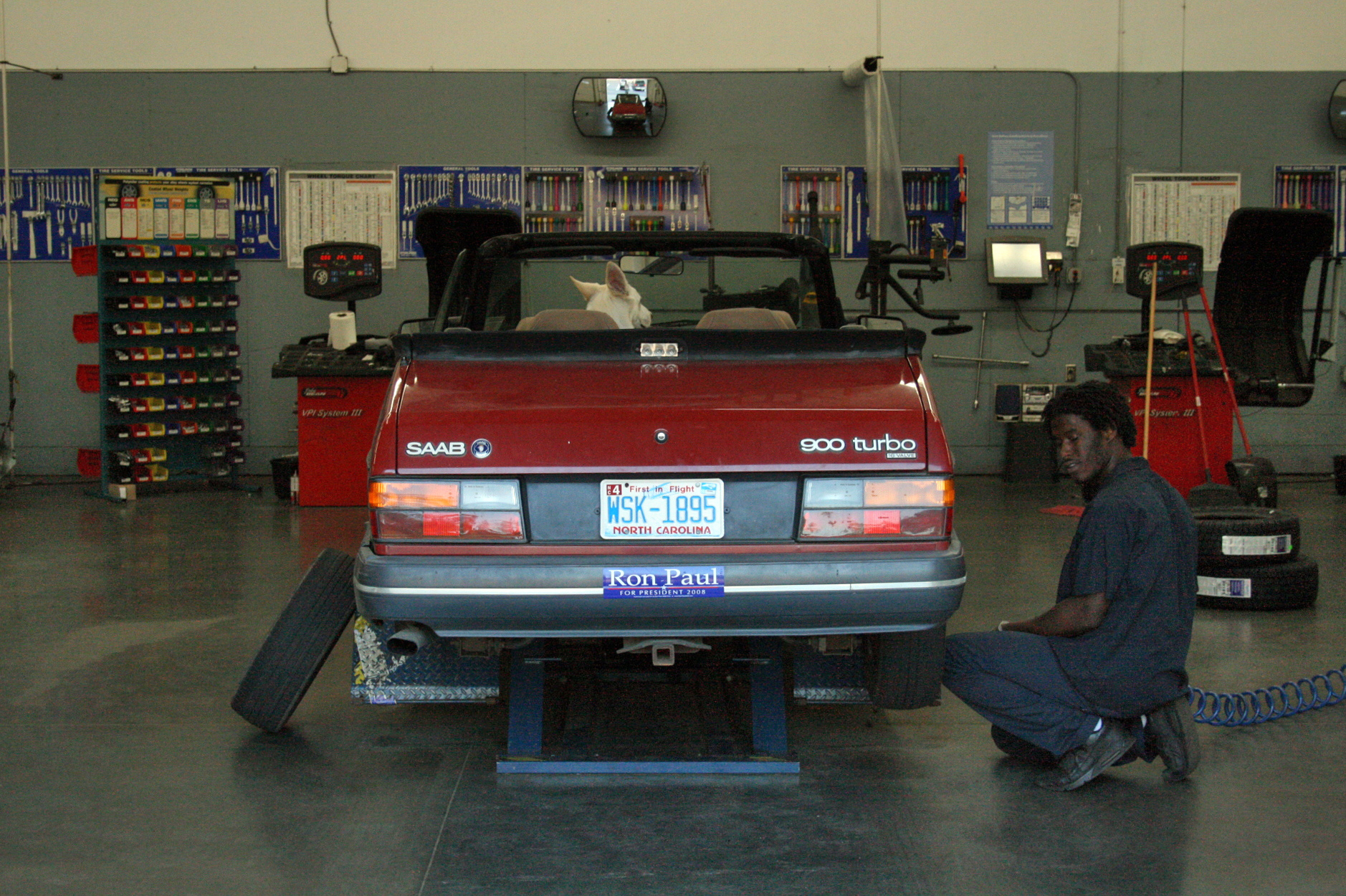
Interior d'un taller mecànic.

Un  taller mecànic o taller de reparació d’automòbils, és una empresa que realitza el manteniment i reparació rutinària de vehicles de motor, principalment la part mecànica i la carrosseria, de vegades associada a la venda de combustible i vehicles nous o usats. els automòbils són reparats per mecànics, que és un terme genèric que designa una persona que gestiona o treballa en un taller mecànic, a part dels pintors, planxistes i venedors.

## Descripció
Un taller mecànic sovint s’associa a un fabricant d’automòbils per al qual proporciona servei de venda i postvenda. Quan funcionen com a benzinera, s’associen a la xarxa de distribució d’una companyia petroliera. Hi ha concessionaris i tallers mecànics independents.
El 2008, el mercat de la reparació d'automòbils va representar unes vendes de 19.200 milions d'euros a França generades principalment per centres d'automòbils franquiciats. Més de 60.000 empreses de diferents mides comparteixen el mercat. Segons diversos estudis, els preus són generalment més alts a les grans ciutats

## Història

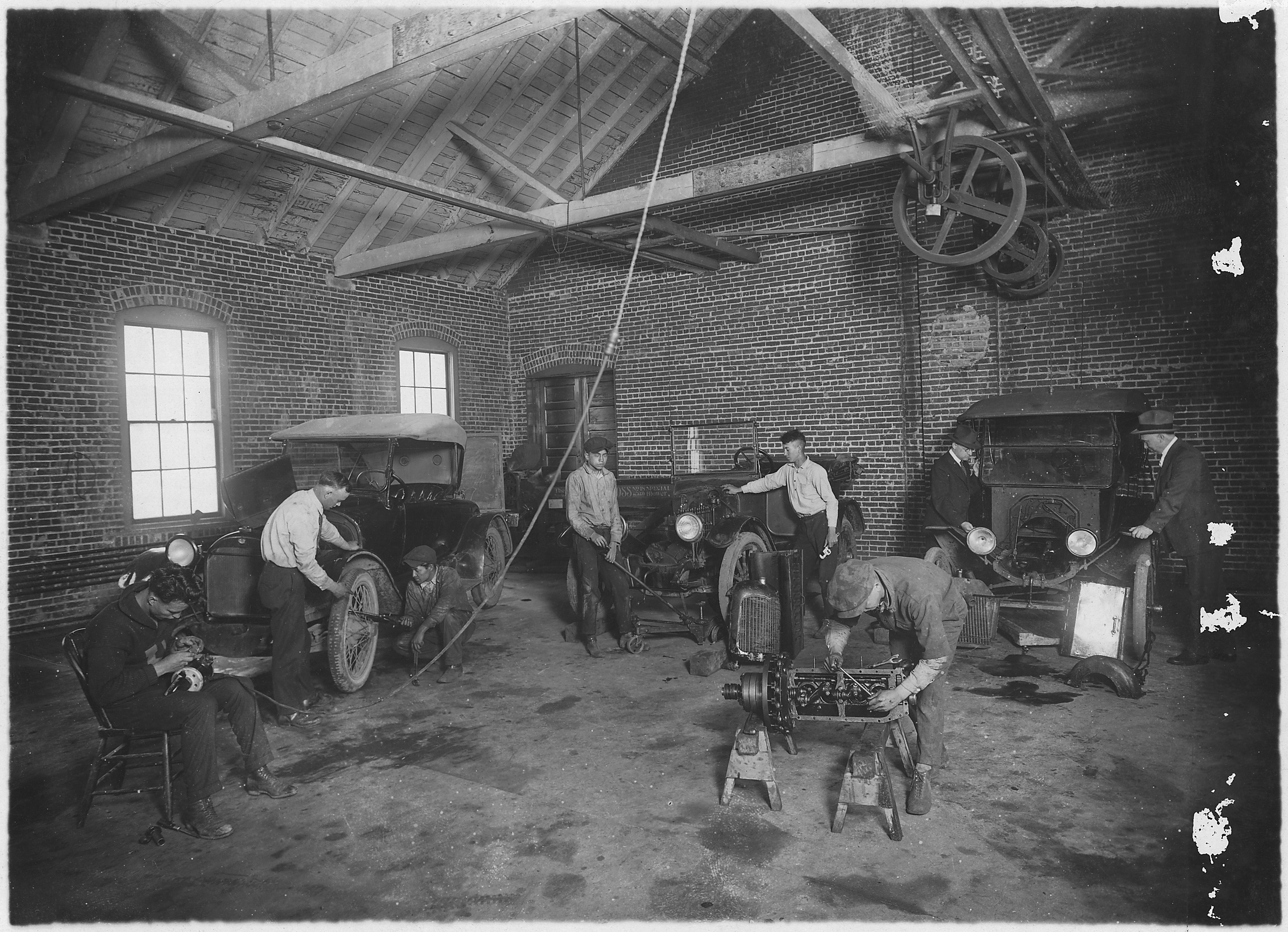
Taller mecànic de Kansas dels anys vint

Els tallers de reparació han aparegut i s’han multiplicat arreu del món al mateix temps que l’automòbil va començar a ser habitual des de principis del XX XX. segle passat, passant de l'estatus d’una curiositat molt cara al de bé de consum, gradualment accessible al major nombre.
L'increment de la base instal·lada va proporcionar l'oportunitat de crear un nou model econòmic. Tot i que els països industrialitzats s’han adaptat a l’automòbil assegurant i regulant el seu ús, per exemple mitjançant el desenvolupament d’una xarxa viària adaptada, la necessitat de punts de manteniment dedicats ha crescut i “ tallers mecànics S’han començat a multiplicar a la vora de les carreteres i a les zones urbanes.
S’han desenvolupat moltes xarxes de tallers dedicades al manteniment de vehicles franquiciats, de vegades estan especialitzades en el canvi d’oli, substitució de parabrises, tubs d'escapaments o pneumàtics). Es poden citar First Stop, Point S, Speedy, Midas, Feu Vert, Euromaster, Motrio, Norauto, Roady, Carglass o Delko.

## Tipus

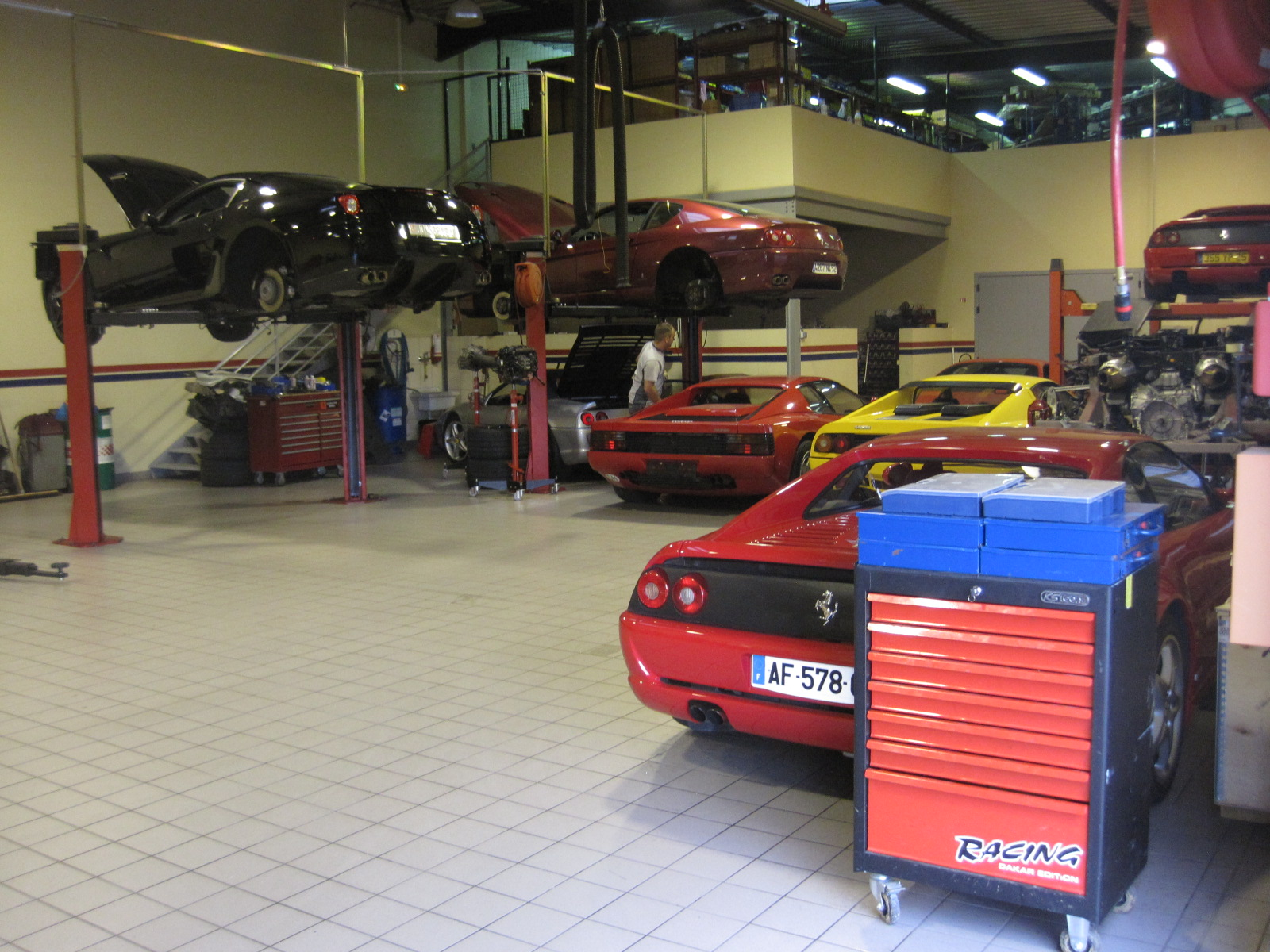
Taller mecànic Ferrari.

Hi ha diferents tipus de tallers mecànics.
- Les agències de venda de cotxes tenen els seus propis tallers mecànics, on atenen els reclams efectuats per actuacions venuts allà i que encara romanguin en el període de garantia.
- Alguns grans negocis, com ara hipermercats, poden incloure tallers mecànics com a part dels seus serveis disponibles.
- Un tipus habitual de taller mecànic és un negoci de petita escala, dedicat específicament a aquesta funció.

Alguns tallers mecànics poden especialitzar-se en aspectes específics de les actuacions, com ara frens, vidres, xapa i pintura, etc. Altres poden especialitzar-se en determinats marques o models de cotxes en particular.

## Condicions de treball i entorn
El treball realitzat en tallers de mecànica d’automòbils i, més generalment, en tallers mecànics d’automòbils, exposa molts riscos d’accidents o malalties. Els accidents corporals poden derivar-se de la manipulació, l’ús d’eines manuals, el treball en boxes d’inspecció (caigudes des d’una alçada), l'embrutament del terra (caigudes des del mateix nivell), etc. Les malalties poden sorgir de diversos contaminants als quals estan exposades les persones que treballen en tallers mecànics :
- vapors de gasolina, gasos d’escapament, inclosos el monòxid de carboni i els gasos, gasos de pintura, pols de polir (exposició respiratòria) ;
- olis de motor usats, greixos, combustibles (exposició cutània).

Entre aquests contaminants, un cert nombre són cancerígens, mutagènics o tòxics per a la reproducció. Per tant, hem de prendre les mesures necessàries per protegir-se (inclosos el fet de portar guants, descarregar gasos d’escapament a l'exterior, pintar en una cabina ventilada).
L’avaluació de riscos consisteix en identificar els riscos als quals estan subjectes els empleats d’un establiment i enumerar les mesures preventives.
Existeixen eines informàtiques per ajudar les empreses, inclosa l’ aplicació informàtica OiRA Garages (Online interactive Risk Assessment) desenvolupada per INRS.

## Galeria

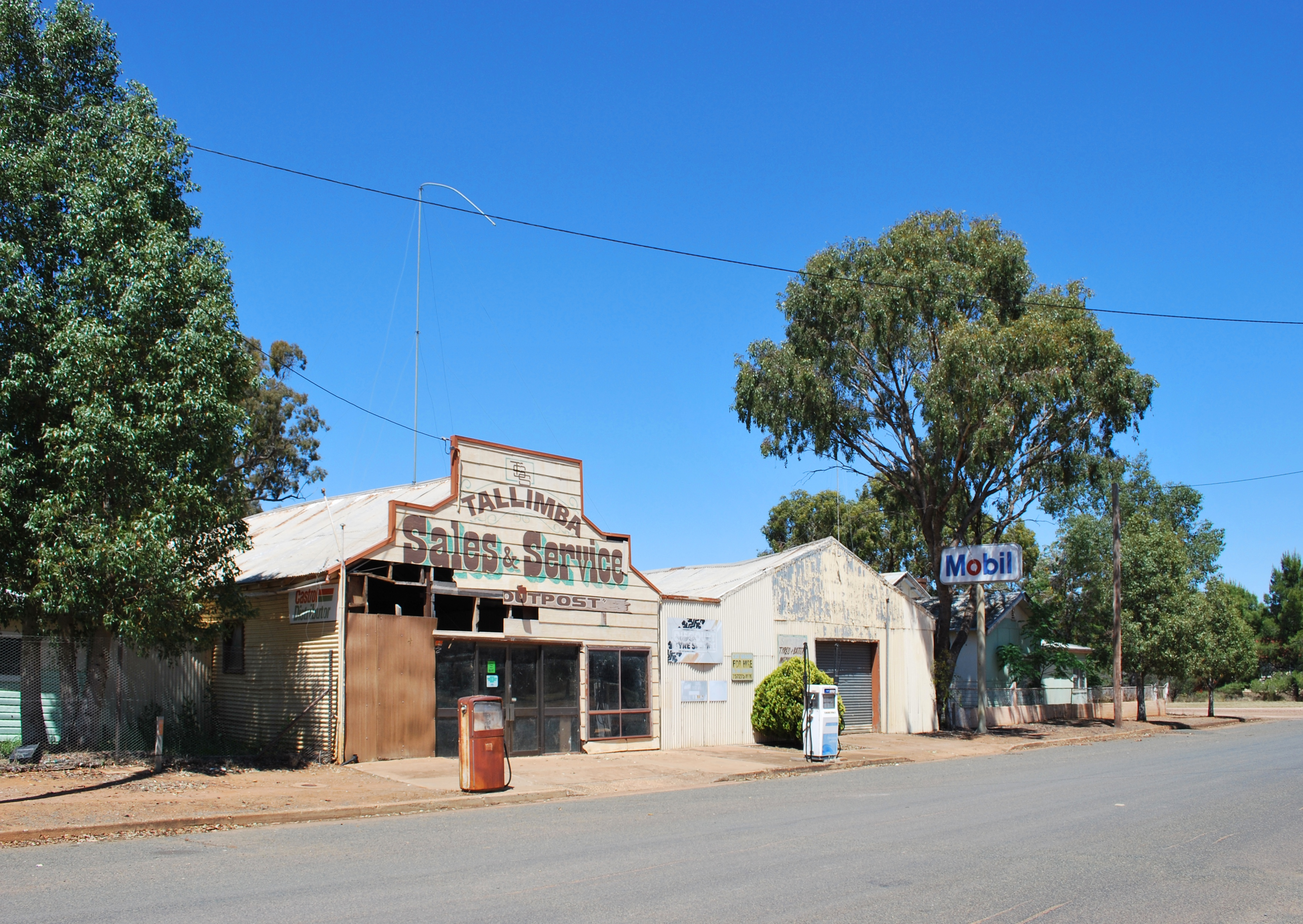
Taller mecànic a Austràlia
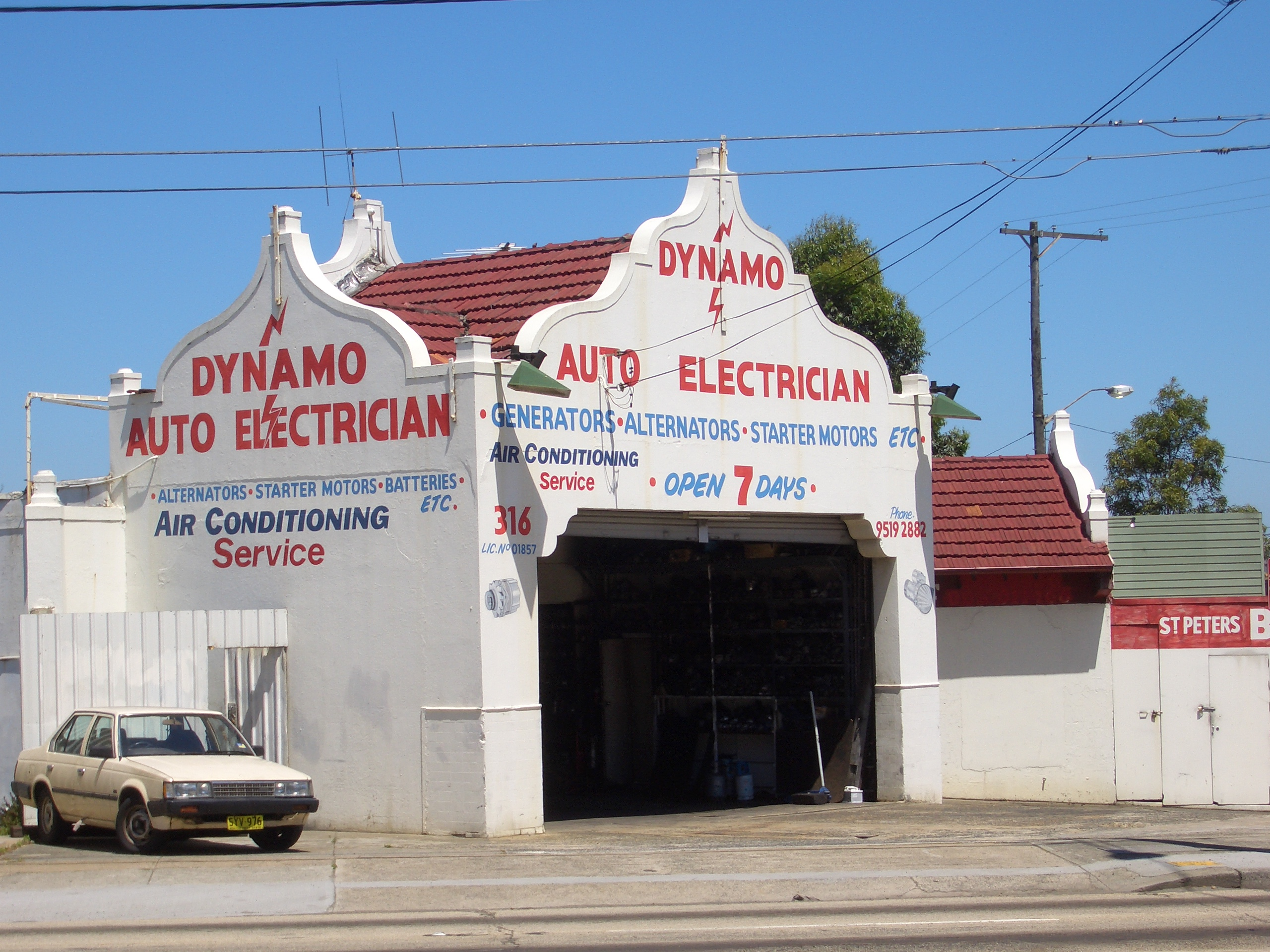
Petit taller mecànic a Nova Gal·les del Sud
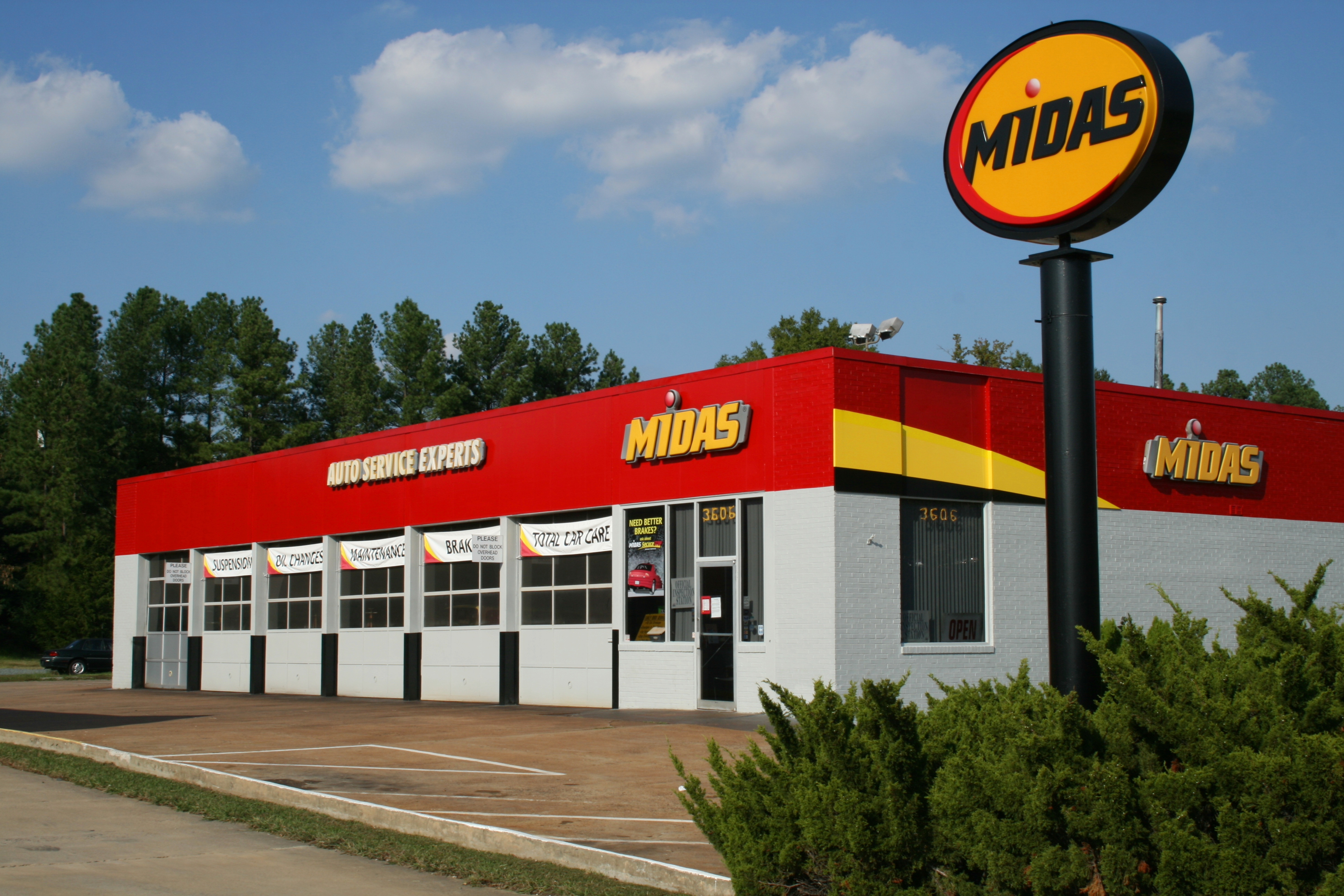
Un taller Midas als Estats Units
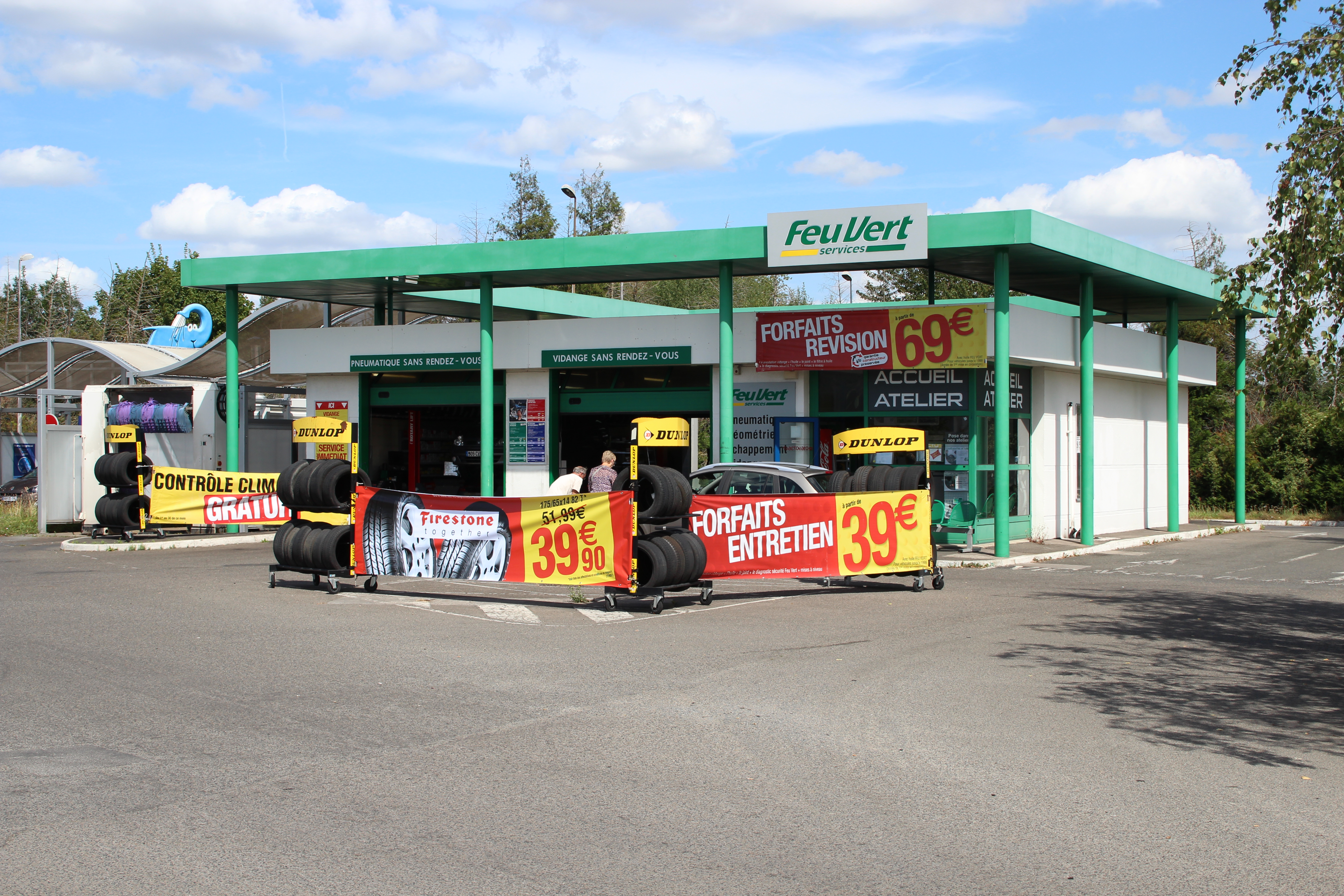
Taller Feu Vert a França